# チヨちゃんの嫁入り
『チヨちゃんの嫁入り』（チヨちゃんのよめいり）は、伊藤ハチによる日本の漫画短編集。本作は2014年から2015年に発表された3編をまとめた短編集である。2016年5月に、百合姫コミックス（一迅社）から書籍が発売された。

## 概要
表題の『チヨちゃんの嫁入り』のほか、『主従百合本』、『春に降る雪』が収録されている。
収録作は、コミックマーケットやCOMITIAで頒布された同人誌が初出である。短編集には本編に加えて、書き下ろしとして『チヨちゃんの嫁入り』の後日談が収録されている。

## 主従百合本

### あらすじ
召使いのリツと病弱なお嬢様の物語。リツは原因不明の持病を抱えるお嬢様の願いを叶えるために、回復するまでの間、恋人になる約束をする。

### 登場人物
リツ
お嬢様のお屋敷に召使いとして働いている。
実家が貧しく兄弟が多いため、女学校を卒業して働き始めた。不器用な性格のため、過去の奉公先で奥様に虐げられていた。見かねた旦那様が紹介してくれた新たな奉公先がお嬢様のお屋敷であった。
お嬢様
大きなお屋敷に1人で暮らしている。
現代の医学では治療法が分かっていない持病を抱えている。発熱が原因で視力が一時的に低下し、目が見えない状態となった。
坂本先生
お嬢様の主治医。

## 春に降る雪

### あらすじ
「ミミナシ」のシロと研究者の物語。雪が解けない閉ざされた村で研究者は、頭に獣のミミを持たないシロと出会う。

### 登場人物
シロ
10歳程度の女の子。雪が解けない閉ざされた村で山奥に住む。人は頭に獣のミミを持っているが、シロは世界で数人しかいない、獣のミミを持たない「ミミナシ」であった。そのため、村人から忌み嫌われている。
「ミミナシ」は特殊な能力を持っており、シロは手から生命を吸い取ることができると自称している。
研究者
28歳程度の女性。国に雇われている研究者。頭に獣のミミを持たない「ミミナシ」の研究をしており、その調査のために山奥の村に来た。
シロの姉
生まれつき体が弱く、3年前に亡くなった。

## チヨちゃんの嫁入り

### あらすじ
チヨちゃんとお隣に住む千ちゃんの物語。チヨちゃんは千ちゃんに家族になってあげると約束をするが、お見合いに行ってしまうことを知る。

### 登場人物
チヨ
11歳の女の子。千ちゃんのことが大好き。千ちゃんがお見合いに行くことを知り、「だいっきらい」と言ってしまう。
千
26歳の女性。賢い大学を卒業して働いている。チヨちゃんが小さいことからしっかりとしたお姉さんであった。
チヨの母
千ちゃんにお見合いとして、知り合いを紹介する。

## 書誌情報

### 書籍
- チヨちゃんの嫁入り（一迅社）〈百合姫コミックス〉2016年5月18日発売 ISBN 978-4-7580-7543-5[2]

### 同人誌
| 初回頒布日     | タイトル           | 会場                 |
| -------------- | ------------------ | -------------------- |
| 2014年8月16日  | 主従百合本         | コミックマーケット86 |
| 2014年11月23日 | 春に降る雪         | COMITIA110           |
| 2015年2月1日   | チヨちゃんの嫁入り | COMITIA111           |